# Zamek Brežice
Zamek Brežice – zamek położony nad rzeką Sawą, w miejscowości Brežice, w południowej Słowenii.

## Historia
Pierwsza wzmianka o zamku pochodzi z 1249 roku. W XVI wieku przebudowany w stylu renesansowym i ufortyfikowany w celu obrony miasta Brežice przed Turkami. Styl przebudowy był podobny do tego zastosowanego w zamkach Otočec i Mokrice. W kolejnym stuleciu zamek został ponownie przebudowany, tym razem w stylu barokowym.
Aktualnie mieści się tu muzeum (słoweń. Posavski muzej Brežice) ze zbiorami archeologicznymi, etnologicznymi i kulturalnymi regionu.

## Architektura
Zamek, zachowując trapezoidalny układ z XVI wieku, jest bardzo dobrym przykładem renesansowej fortyfikacji. Ma trzy kondygnacje – dwie nadziemne oraz piwnicę wykutą w podłożu skalnym. Kiedyś zamek posiadał także fosę i most zwodzony; zlikwidowane po tym, jak rzeka Sawa zmieniła swój bieg, omijając zamek.